# Juan Orozco Covarrubias y Leiva
Juan Orozco Covarrubias y Leiva (1544 – 23 de junho de 1610) foi um prelado católico romano que serviu como Bispo de Guadix (1606–1610) e Bispo de Agrigento (1594–1606).

## Biografia
Juan Orozco Covarrubias y Leiva nasceu em Toledo, Espanha, em 1544 e foi ordenado sacerdote a 12 de maio de 1573. No dia 2 de dezembro de 1594, foi nomeado Bispo de Agrigento durante o papado de Clemente VIII. A 8 de dezembro de 1594, foi consagrado bispo por Leonard Abel, bispo titular de Sidon, com Cristóbal Senmanat y Robuster, bispo emérito de Orihuela, e Georgius Perpignani, bispo de Tinos, servindo como co-consagradores. A 16 de janeiro de 1606, foi nomeado durante o papado de Paulo V como Bispo de Guadix. Serviu como Bispo de Guadix até à sua morte no dia 23 de junho de 1610.